# Margareta Källskog
Anna Margareta Källskog, född Johansson 2 oktober 1941 i Svartbyn i Överkalix landskommun, död 28 september 1994 i Estoniakatastrofen, var en svensk dialektolog och forskningsarkivarie.
Källskog föddes och växte upp i Svartbyn, cirka 7 km söder om Bränna, centralorten i nuvarande Överkalix kommun. Hennes föräldrars modersmål och samtalsspråk var överkalixmål, men barnen uppfostrades på svenska. Först i 20-årsåldern började Källskog själv aktivt att tala överkalixmål, även om hon aldrig hade haft några svårigheter att förstå det. Dessa omständigheter bidrog till Källskogs intresse för språk och språksociologi i Överkalix.
Källskog började som anställd vid dåvarande Dialekt- och folkminnesarkivet i Uppsala (ULMA) 1967. Där var hon vid sin bortgång föreståndare för arkivets språkliga del och ställföreträdande arkivchef. Hennes egen forskning behandlade främst överkalixmålet, som hon hade vuxit upp med, och hon disputerade 1990 på avhandlingen Attityd, interferens, genitivsyntax: Studier i nutida Överkalixmål (1992), en sociolingvistisk studie av den flerspråkiga miljön i Överkalix. På ULMA fungerade hon även som samordnare för redaktionen för Ordbok över folkmålen i övre Dalarna.
Källskog avled i Estoniakatastrofen den i september 1994. Med ombord från ULMA fanns även etnologen Wolter Ehn och dialektologen Anne-Marie Cronström. De var på väg tillbaka till Uppsala från Tallinn där de hade besökt några estländska forskare från ULMA:s systerinstitutioner.